# 達格特 (印第安納州)
達格特（英語：Daggett）是位於美國印第安納州歐文縣的一個非建制地區。該地的面積和人口皆未知。

## 地理
達格特海拔高度為640英呎。而該地所採用的時區為UTC-5，即北美東部時區（EST）。同時該地設有夏令時間，為UTC-5調快一小時，即UTC-4（EDT）。